# Pueblo matlatzinca
Matlatzinca es el nombre usado para referirse a distintos pueblos indígenas de México que habitan en el valle de Toluca en el Estado de México, localizado en la meseta central del país homónimo hasta el oriente del estado de Michoacán. El término se aplica al grupo étnico que habita el valle y a su lengua. Actualmente su lengua se restringe principalmente a San Francisco Oxtotilpan, poblado perteneciente al municipio de Temascaltepec y situado en el  Estado de México.  
Cuando se usa como etnónimo, Matlatzinca se refiere a la gente de Matlatzinco, el nombre náhuatl dado por los mexicas al valle de Toluca. La capital política del valle también se denomina Matlatzinco, una gran ciudad en su época cuyas ruinas se conocen como el sitio de Calixtlahuaca.
En tiempos prehispánicos el valle de Toluca estuvo habitado por hablantes de al menos cuatro idiomas: otomí, matlatzinca-ocuilteco-tlahuica, mazahua, y náhuatl. Cuando las crónicas españolas aluden a fuentes aztecas que hablan de «los matlatzinca» no está claro si hablan de los pobladores del valle, de los hablantes del idioma o de los habitantes de Calixtlahuaca.

## Etimología
Matlatzinca en náhuatl significa 'señores de la red' o 'los que hacen redes', y se deriva de matla- 'red', -tzin (reverencial) y -catl (gentilicio). Este exónimo les fue dado por los mexicas, porque los matlatzincas poblaban regiones cercanas a áreas lacustres donde practicaban extensivamente la pesca.

## Historia
Los matlazincas habitaron principalmente el sur y el occidente del actual Estado de México, el oriente de Michoacán, el norte de Guerrero y algunas localidades de Morelos y la Ciudad de México, ubicándose el centro de su territorio en la antigua zona lacustre del Alto Lerma. De hecho, en los estados de Puebla, Tlaxcala, Veracruz, Morelos, Michoacán, Guerrero, Jalisco y Colima predominaban pueblos de lengua otomangueana entre los que se encuentran, además de los matlatzincas, los otomíes, los mazatecos y los mazahuas. 
Los matlatzincas antiguos formaron poderosos señoríos que en la época prehispánica construyeron importantes centros políticos y ceremoniales, integrantes también del señorío que dominó el extenso territorio habitado por otomíes, mazahuas, ocuiltecas y nahuas, conocido como Valle de Matlatzinco (hoy valle de Toluca). 
Entre 1475 y 1519 los mexicas emprendieron diversas acciones bélicas contra los matlatzincas. La lengua predominante del Alto Lerma y el Valle de Toluca estaba dominada por los matlatzincas y su lengua era la mayoritaria en la región. En la época de Moctezuma Ilhuicamina, Matlatzinco empezó a verse como objeto de conquista y los mexicas atacaron a los matlatzincas con el pretexto de que habían rehusado proporcionar materiales para la construcción de un templo, pero las verdaderas razones eran los temores del grupo gobernante azteca por las implicaciones estratégicas de Matlatzinco, ubicado entre el estado purépecha y el estado mexica, los dos en expansión. Además, Matlatzinco era una importante área de producción de maíz. Cuando los matlatzincas rehusaron proporcionar materiales, Tlacaélel, hermano mayor de Moctezuma, incitó a Axayácatl a conquistar Matlatzinco.
Durante la Conquista de México, los matlaltzincas se unieron a los malinalcas y cohuixcas para ayudar en una ofensiva externa a los mexicas, quienes se encontraban sitiados en la ciudad de Tenochtitlan. Hernán Cortés envió a los capitanes Andrés de Tapia y Gonzalo de Sandoval al mando de un ejército mixto de españoles y pueblos aliados. Las batallas fueron largas y difíciles, pero al final los matlatzinca fueron derrotados. Posteriormente, el territorio matlatzinca pasó también a estar administrado por los españoles, que previamente habían sido aliados de los mexicas.
Adentrándonos en las raíces profundas de la cultura matlatzinca, descubrimos una civilización que ha dejado una huella indeleble en México. Originarios del Valle de Toluca, los matlatzincas han tejido una narrativa rica a lo largo de los siglos, contribuyendo significativamente al tapiz cultural de la nación. Asentamientos estratégicos, como las ruinas de Calixtlahuaca, y expresiones artísticas como la Danza de los Matachines, son testimonios vivientes de su ingenio arquitectónico y conexión espiritual. Este viaje no solo es histórico, sino una invitación a apreciar la profundidad y autenticidad de la cultura Matlatzinca, celebrando un legado que perdura en el corazón de México.

## Idioma
Las lenguas matlatzinca-tlahuica son parte del grupo de lenguas otopames, subgrupo de las lenguas otomangueanas que incluyen al otomi, pame, y chichimeca-jonaz
El idioma tiene dos subgrupos dialectales que son mutuamente ininteligibles: uno de ellos llamado Ocuilteca o Tlahuica y el Matlatzinca propiamente dicho. Se considera que en una época eran un mismo lenguaje que evolucionó en forma divergente en dos grupos separados. El idioma está en peligro de extinción, y en nuestros días es hablado por no más de 100 personas, la mayoría de edad avanzada en San Francisco Oxtotilpan, mientras que el subgrupo Ocuilteca lo hablan entre 50 y 10 personas en los pueblos de San Juan Atzingo y Santa Lucía del Progreso.